# Долгоруков, Василий Васильевич (1752)
Князь Васи́лий Васи́льевич Долгору́ков (1752—1812, Санкт-Петербург) — генерал-поручик русской императорской армии из рода Долгоруковых. На гражданской службе — действительный тайный советник.
Младший сын знаменитого полководца Василия Михайловича Долгорукова-Крымского. После смерти старшего брата Михаила († 1791) унаследовал родительские имения в Московской губернии — Волынщино-Полуэктово и Знаменское-Губайлово.

## Биография
В год рождения записан в конную гвардию (1752). Переведён адъютантом к генерал-аншуфу князю Долгорукову (1762). Сопровождал отца в Крым в Селенгинском пехотном полку. По окончании этой кампании императрица Екатерина пожаловала чином полковника, (17 августа 1771). Награждён орденом св. Георгия 4-го класса (05 июля 1771). Пожалован в бригадиры (28 февраля 1775), Переведён в Лейб-гвардии Семёновский полк секунд-майором (1775). Командир Семёновского полка (1775—1778). Произведён в генерал-майоры (28 июня 1777), в генерал-поручики (21 апреля 1783).

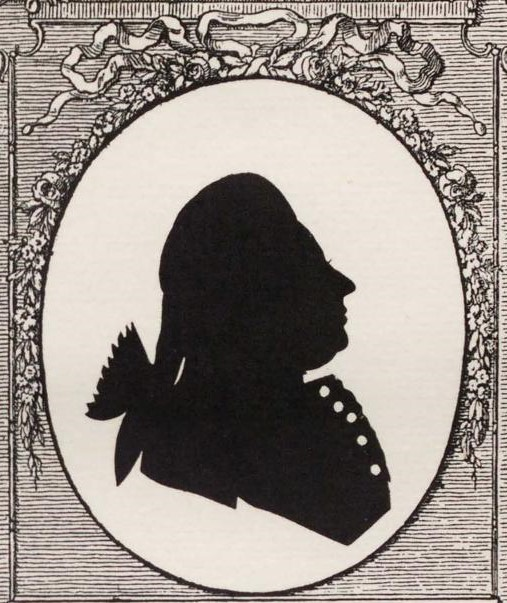
В. В. Долгорукий.
Силуэт XVIII в.

В 1788 году князь Долгоруков находился при осаде и штурме Очакова, удостоен 16 декабря 1788 года ордена Св. Георгия 2-го кл. № 17: 
В воздаяние усердия к службе и отличнаго мужества, оказанных им во время атаки войсками города и крепости Очакова, был предводителем двух колонн.
Император Павел I, в день своего коронования (1796), пожаловал князя Василия Васильевича Александровской лентой и произвёл его в действительные тайные советники. По императорскому указу выслан с семьёй в село Знаменское Московского уезда, но после нескольких месяц ему дозволено вернуться из ссылки (1797).
Уволен в отставку 21 августа 1799 года. После этого князь Долгоруков несколько лет жил в Париже и Вене, а остаток дней своих провёл в Петербурге, где и скончался от апоплексического удара, причиной которого могла быть и тяжба, которую вела, по его совету, его сестра, Прасковья Васильевна Мусина-Пушкина, боявшаяся лишиться 3 тыс. крепостных крестьян.
По словам И. М. Долгорукова, князь Василий Васильевич «будучи болен одышкой и водяной, не двигался с своих кресел, и после нескольких недель страдательнейших изнеможений скончался. Жена его, старая и изношенная красавица, нимало не любила ни мужа своего, ни его ближних». Похоронен рядом с родителями в церкви поместья Волынщино Рузского уезда, Московской губернии.

## Семья
Женат (с 1786) на княжне Екатерине Фёдоровне Барятинской (1769—1849), дочь князя Фёдора Сергеевича Барятинского и фрейлины Марии Васильевны урождённой княжны Хованской. Пожалована орденом Святой Екатерины 2-го класса (09 апреля 1816). 1-го класса (15 апреля 1841). Назначена статс-дамой (22 августа 1822).
Дети:
- Василий Васильевич (27.03.1787—12.12.1858) — поручик Семёновского полка (1808); участвовал при Александре I в турецкой войне, отличился при штурме Браилова и в сражении под Силистрией. Оставив военную службу, всю жизнь прослужил по придворному ведомству, камер-юнкер (1812), камергер (1814), шталмейстер (1819), в коронацию Николая I получил Александровскую ленту. Обер-шталмейстер (1832). Петербургский губернский предводитель дворянства (1832—1841). Награждён орденом св. Владимира 1 ст. (1834), кавалер ордена св. Андрея Первозванного (1839). Женат (с 1812) на фрейлине Варваре Сергеевне Гагариной (1793—1833), дочери директор Императорских театров князя С. С. Гагарина.
- Николай Васильевич (8.10.1789—2.06.1872), гофмаршал, женат (с 1821) на княгине Екатерине Дмитриевне Голицыной (1801—1881), статс-даме, дочери генерала Д. В. Голицына и внучке известной «Пиковой дамы» Н. П. Голицыной.
- Екатерина Васильевна (21.04.1791—18.01.1863), получила домашнее воспитание, была хорошей музыкантшей и танцовщицей. Пожалована во фрейлины (1808) и затем вышла замуж за графа Сергея Николаевича Салтыкова (1777—1828), младшего сына фельдмаршала Н. И. Салтыкова. Брак был до того неудачным, что сам Александр I предложил ей, развести её с мужем и устроить новую блестящую партию. Отличалась религиозностью и благочестием, поэтому отклонила предложение императора. Овдовев (1828), не имея детей, она всю свою жизнь прослужила при дворе, в 1835 году была пожалована в статс-дамы. Состояла в должности гофмейстерины при дворе цесаревича Александра Николаевича (1840—1855), затем императрице Марии Александровны и кавалерственная дама ордена св. Екатерины большого креста. В своём имении на реке Охте основала богадельню для бедных женщин и выстроила в ней в 1850 году по проекту академика В. П. Львова каменную церковь во имя св. Екатерины, на содержание богадельни она завещала капитал и была погребена в склепе под храмом.
- Александр Васильевич (1794—1795)
- Софья Васильевна (родилась и умерла в 1798).

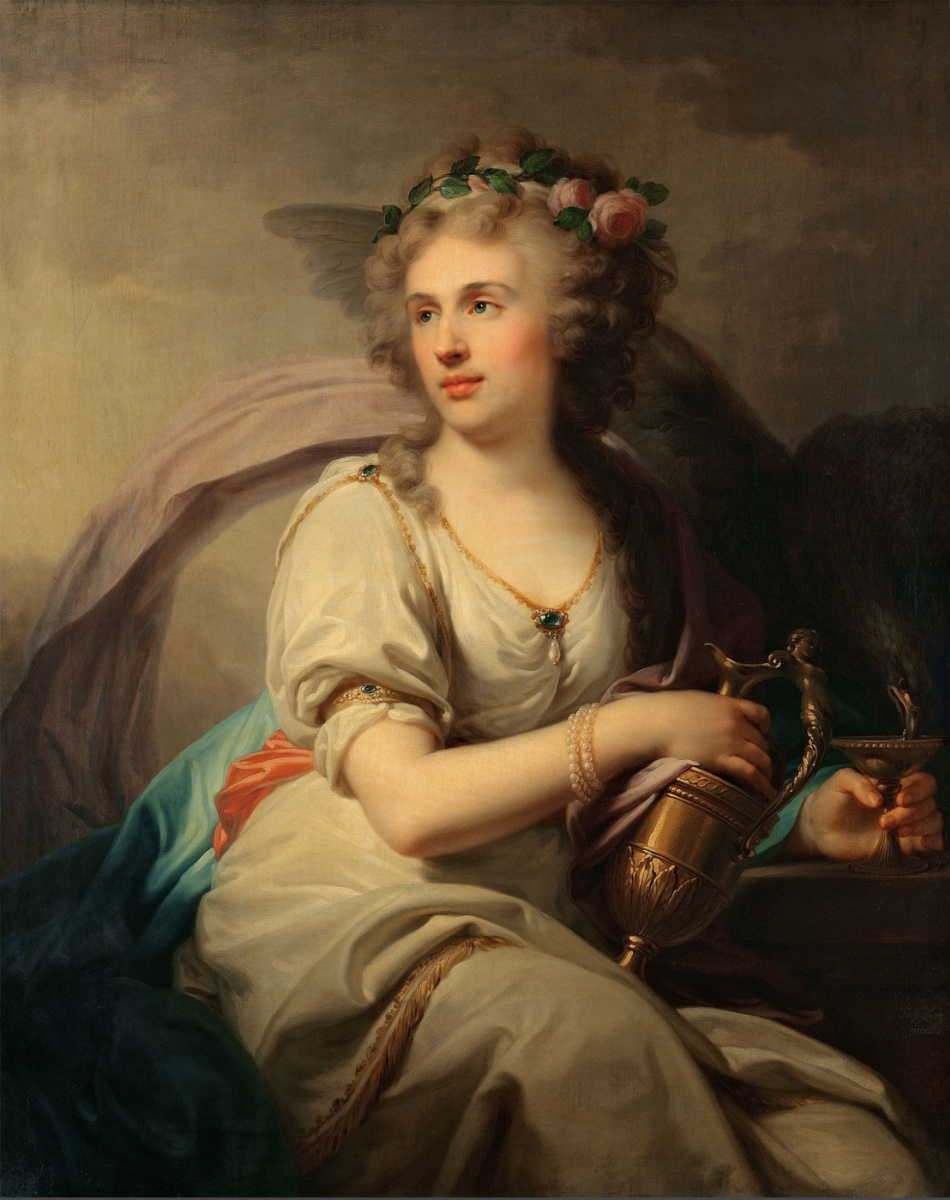
Екатерина Фёдоровна, жена
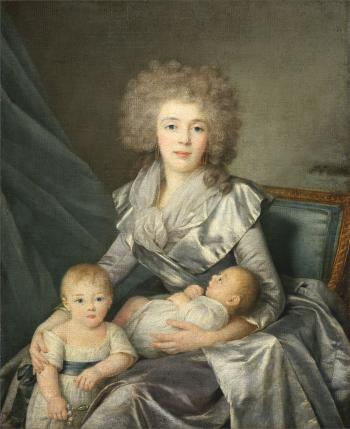
Екатерина Фёдоровна с сыновьями
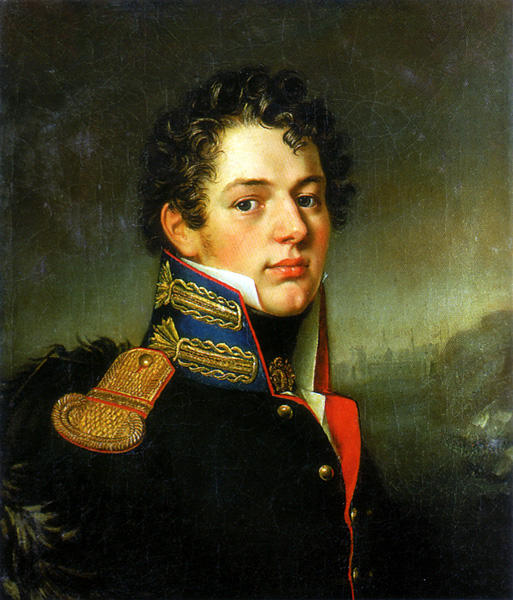
Василий Васильевич, сын
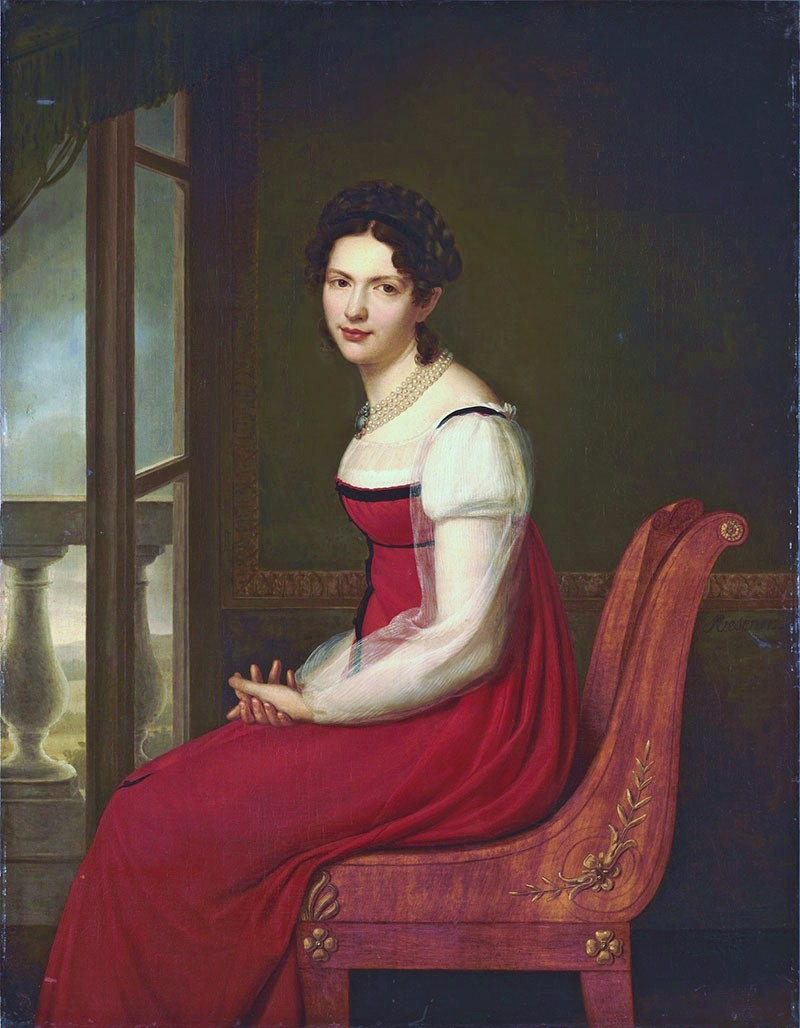
Варвара Сергеевна, невестка
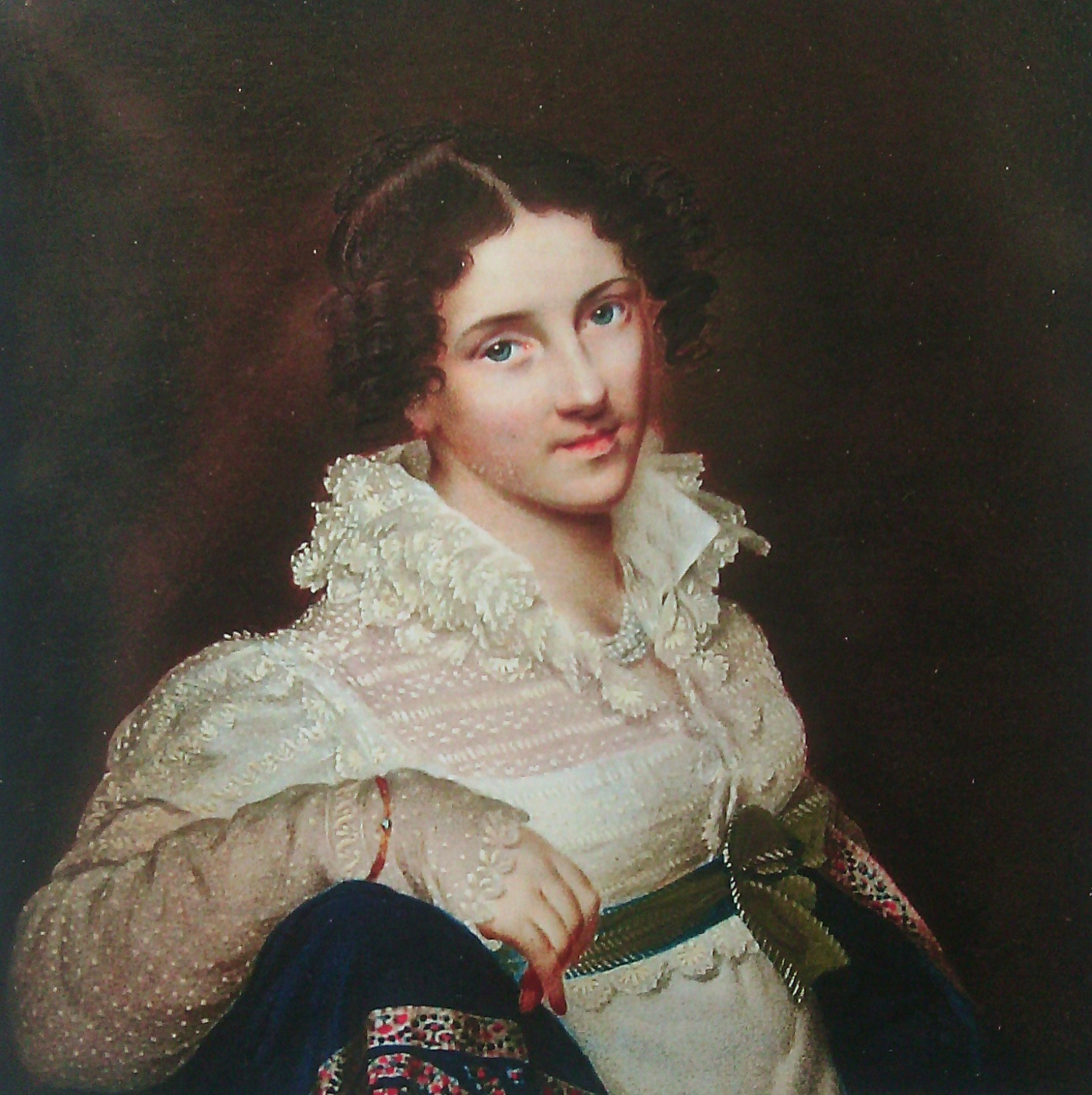
Екатерина Васильевна, дочь